# سید جواد حسینی کیا
سید جواد حسینی کیا روحانی و سیاستمدار ایرانی است که نمایندهٔ دورهٔ دهم، یازدهم و دوازدهم مجلس شورای اسلامی از حوزه انتخابیه سنقر در استان کرمانشاه است.
وی در مجلس دهم با کسب ۱۴٬۷۸۵ رای از مجموع ۲۷٬۴۹۱ رای معادل ۵۳٫۷۸٪ درصد آرا در دور دوم به مجلس راه پیدا کرد. این نماینده جزوه فراکسیون ولایی مجلس شورای اسلامی است.